# Leone di Ocrida
Leone di Ocrida (... – Ocrida, circa 1056/57) è stato uno scrittore, teologo e arcivescovo greco.

## Biografia
Nativo della Paflagonia, fu attivo a Costantinopoli come cartofilace della cattedrale di Santa Sofia. Nel 1025 o nel 1037 fu eletto arcivescovo di Ocrida, dove si distinse come polemista, nella controversia con la Chiesa cattolica circa l'utilizzo nel pane azzimo nell'eucaristia. Fece restaurare la cattedrale di Santa Sofia di Ocrida, dotandola di mosaici. Morì durante il regno di Teodora, tra l'11 gennaio 1055 e il 21 agosto 1056.

## Opere
A Leone d'Ocrida sono attribuite 4 lettere e un'opera di carattere ascetico-spirituale.
- Leone è noto soprattutto per la lettera che scrisse a Giovanni, vescovo di Trani, in Puglia, sull'utilizzo che gli occidentali fanno del pane azzimo nella celebrazione eucaristica, uso contrario all'antica tradizione cristiana e che li equipara agli ebrei. Oltre a questa critica, Leone accusò i latini di aver abolito l'uso dell'alleluia durante la quaresima e sull'inusuale utilizzo del digiuno.[5]
- Altre due lettere di Leone trattano lo stesso argomento relativo all'uso scorretto del pane azzimo. La seconda di queste lettere sembra presupporre une risposta alla prima. Incerti sono i destinatari, che la tradizione indica nel vescovo di Roma e in quello di Venezia (Grado?).[6]
- In una quarta lettera, dal tono omiletico, Leone invita i fratelli latini a ragionare da adulti, e non più da bambini, e ad abbandonare le tradizioni giudaiche. Alcuni autori mettono in dubbio l'autenticità di questa lettera.[7]
- Recentemente è stata attribuita a «Leone, arcivescovo di Bulgaria» un testo di carattere ascetico-spirituale, intitolato Kephalaia, raccolta di 50 massime o sentenze simile agli apoftegmi dei padri.[7][3]